# Château des Nétumières
Le château des Nétumières est situé sur la commune d'Erbrée, dans le département d'Ille-et-Vilaine. Le château fait l’objet d’une inscription au titre des monuments historiques depuis le 22 mars 1973.

## Historique
Le château est le fief de la famille de Hay.